# A Mars-mentőakció
A Mars-mentőakció (eredeti címe: Mission to Mars) egy 2000-ben bemutatott amerikai sci-fi és kalandfilm, amelyet Brian De Palma rendezett. A forgatókönyvet Graham Yost, Jim és John Tomas készítette. A produkció főszerepében Gary Sinise, Tim Robbins és Don Cheadle. Zenéjét szerezte Ennio Morricone. 
A film premierjét 2000. március 6-án mutatták be az Egyesült Államokban, májusban pedig vetítették a cannes-i filmfesztiválon. Magyarországon 2000. június 8-tól volt látható a mozikban.
A produkció bár pénzügyileg sikeres volt, a kritikusok körében gyengén szerepelt, De Palmát pedig Arany Málna díjra jelölték a legrosszabb rendező kategóriában.

## Cselekmény
2020-ban egy Luke Graham vezette négyfős űrhajóscsoportnak sikerül a Marsra repülnie, és sikeresen leszállnia a vörös bolygó felszínére. A Cydonia régió felfedezése során észrevesznek egy hegyet, amely a felszín alatt látszólag fémből készült. A hegy radarvizsgálata közben azonban a csúcsáról egy heves, természetellenes forgószél tör elő, és ormányszerű dobjával az űrhajósokat veszi célba. Luke kivételével mindenki meghal, ezért a férfi visszatér a bázisra, hogy segélykérést küldjön a Földre. 
A Földön sietve összeállítanak egy mentőcsapatot, aminek tagjai Woody Blake parancsnok és felesége, Terri, Jim McConnell másodpilóta és Phil Ohlmyer technikus. Jim, aki még mindig gyászolja elhunyt feleségét, a legjobban ismeri a Marsot, ezért felülbírálják Ramier Beck döntését, aki ellenzi a férfi részvételét. 
A legénység a leszállási manőver próbája alatt balesetet szenved, és megsérül a hajó. Egy robbanást követően teljesen irányíthatatlanná válik, így kénytelenek elhagyni, és az űrruhában egy ellátóállomásra átszállni. Woody-t a visszarántó kötél kizökkenti a pályájából, így parancsba adja, hogy hagyják hátra. Mikor felesége, Terri, ezt megtagadja, és visszafordul érte, Woody leveszi a sisakját, és azonnal meghal. 
A három űrhajósnak sikerül az ellátóegységgel ellenőrzött leszállást végrehajtani a Marson, szerencsére nagyon közel az alaptáborhoz. Ott felfedezik, hogy a baleset helyszínén sugárzási vihar tombol, a modul közelében pedig három sírhelyet hoztak létre. Luke Grahamet a létesítmény üvegházában találják meg. 
A férfi a titokzatos hangjeleket próbálta megfejteni, amit a Mars bolygón lévő arcszerű képződmény bocsát ki. Az űrhajósok együtt rájönnek, hogy a hangjelek egy DNS-szál grafikus, de hiányos ábrázolását adják, ezért hozzáadják a hiányzó "kromoszómapárt" a szekvenciához. Az arcemlékmű kinyílik, és egy technológiailag fejlett belső teret tár fel, ahol egy idegen lény holografikus felvételen tárja fel előttük fajuk közös történetét:
A Marsot egykor számos élőlény és fejlett civilizáció lakta, amíg egy aszteroida becsapódása el nem pusztította az ökoszisztémát. A marslakók űrhajókkal menekültek el, és saját világuk genetikai mintáit hagyták hátra a Föld ősi óceánjaiban. Így alakult ki az a változatos növény- és állatvilág, amelyből végül az ember is kikerült. Az arcot azért hagyták hátra a haldokló Marson, hogy egy napon újra kapcsolatba léphessenek őseikkel.
Jim McConnell úgy dönt, hogy vállalkozik erre a feladatra, ami elhunyt felesége álma is volt. Jim egy felkészített űrhajóval a marslakók után utazik, a többiek pedig hazafelé tartanak, és végignézik, ahogy a hajója elviszi őt egy távoli galaxisba.

## Szereplők
| Szerep                | Színész            | Magyar hangja       |
| --------------------- | ------------------ | ------------------- |
| Jim McConnell         | Gary Sinise        | Epres Attila        |
| Luke Graham           | Don Cheadle        | Kálid Artúr         |
| Terri Fisher          | Connie Nielsen     | Balázs Ágnes        |
| Phil Ohlmyer          | Jerry O’Connell    | Viczián Ottó        |
| Maggie McConnell      | Kim Delaney        | Kiss Virág Magdolna |
| Woodrow "Woody" Blake | Tim Robbins        | Haás Vander Péter   |
| Szergej Kirov         | Peter Outerbridge  | Sztarenki Pál       |
| Nicholas Willis       | Kavan Smith        | Csőre Gábor         |
| Renée Coté            | Jill Teed          | Létay Dóra          |
| Debra Graham          | Elise Neal         | n.a                 |
| Louise                | Marilyn Norry      | n.a                 |
| Bobby Graham          | Robert Baily Jr.   | n.a                 |
| Ramier Beck           | Armin Müller-Stahl | Reviczky Gábor      |
| Komputer hangja       | Bill Timoney       | Tóth G. Zoltán      |

## Fogadtatás
A filmet kedvezőtlen filmkritika érte. A Rotten Tomatoeson 24%-os minősítést ért el 115 értékelés alapján, az összefoglaló szerint: „A szépsége csak felületes ebben a sekélyes, de vizuálisan lenyűgöző filmben.” „Egy olyan hideg és távoli film, mint maga a Vörös Bolygó”, írta Kenneth Turan a Los Angeles Timestól. Lisa Schwarzbaum az Entertainment Weeklytől azt írta: „A mélyreható kérdések jelenlétében a filmkészítő mélységesen felszínessé válik.” Jonathan Foreman a New York Posttól azt írta: „Brian De Palma sci-fi vállalkozása a pénz és a tehetség beteges pazarlása.”
A MetaCritic 34 pontot adott a 100-ból 36 vélemény alapján. Michael Wilmington a Chicago Tribune-től azt írta: „Minden idők egyik legcsodálatosabb sci-fi filmje - és valószínűleg az egyik legrealisztikusabb a részletekben és a tudományos extrapolációban is.” Roger Ebert „nem tudta hogyan ajánlani” a filmet. Chris Kaltenbach a Baltimore Suntól azt írta: „A cselekményt tekintve ez szigorúan csak a számok alapján készült.”
A Box Office Mojo szerint a film nyereséges volt. A költségvetést 100 millió dollárra becsülték, amire 110 milliós bevétel keletkezett.

## Fontosabb díjak és jelölések
- 21. Arany Málna-gála: Legrosszabb rendező (jelölés)